# 당진 영탑사 금동비로자나불삼존좌상
당진 영탑사 금동비로자나불삼존좌상(唐津 靈塔寺 金銅毘盧遮那佛三尊坐像)은 대한민국 충청남도 당진시 영탑사에 있는, 고려시대의 금동삼존불이다. 1964년 9월 5일 대한민국의 보물 제409호로 지정되었다.

## 개요
당진 영탑사 금동비로자나불삼존좌상(唐津 靈塔寺 金銅毘盧遮那佛三尊坐像)은 신라말에 도선국사가 창건하였다고 전해지는 영탑사에 모신 불상으로, 8각형의 연꽃무늬의 대좌 위에 본존불인 비로자나불이 있고 양 옆으로 협시보살이 있는 삼존불(三尊佛) 구도이다.
본존불은 머리에 작은 소라 모양의 머리칼을 붙여 놓았으며 그 위에는 상투 모양의 머리(육계)가 큼직하다. 사각형의 얼굴은 원만한 느낌을 주며 선으로 표현된 옷주름은 도식화되어 보인다. 상반신은 길고 큼직한 데 비하여 하반신이 무척 위축되어 있어 불안정한 느낌을 준다. 무릎 높이도 상반신에 비하여 낮아서 몸의 균형이 고르지 못하다. 가슴 역시 평면적이며 하반신 처리는 둔중하게 하였는데 이러한 수법은 고려 중기 이후 나타나는 특징이다. 손은 비로자나불이 취하는 일반적인 모양으로 왼손 검지를 오른손으로 감싸고 있는 모습이다.
왼쪽 보살과 오른쪽 보살은 모두 같은 자세에 똑같은 수법을 하고 있다. 머리에 쓴 보관(寶冠)은 따로 만든 것이며, 그 안에 머리묶음이 높이 솟아 있고 머리카락은 길게 어깨까지 내려온다. 얼굴은 본존불과 기본적으로는 같으나 좀더 여성다우며, 가슴의 목걸이 장식은 유난히 크다. 잘록한 허리에 둘러진 천의(天衣)는 몇 가닥 띠로 허리를 잔뜩 졸라 맨 것처럼 보이게 하였다. 이 보살들의 대좌(臺座)는 본존불의 대좌에서 나온 두 개의 연꽃 줄기가 올라가서 만든 연꽃 봉오리이다.
이 금동불상은 구도와 형태 등에서 고려불상의 특유한 특징을 보여주는 작품으로 평가된다.

## 도난 및 회수
《당진 영탑사 금동비로자나불삼존좌상》은 1928년 8월 12일 도난되었다가 9월 11일 회수되었고, 1975년 6월 30일 재차 도난되었다가 1976년 12월 2일 회수되었다.

## 현지 안내문
고려시대에 만들어진 불상이다. 불상은 본존불가 협시보상이 함께 주조되었는데 보존상태가 완벽하다. 본존불의 얼굴은 네모난 형태이면서 볼에 살이 풍부하며, 가늘게 내려 뜬 눈, 오똑한 코, 미소를 머금은 작은 입 등은 고려 불상의 특징을 잘 나타내고 있다. 좌우 협시보살은 모습과 수법이 동일한데, 머리에는 화려한 장식이 새겨진 보관을 쓰고 있으며, 크고 장식이 많은 목걸이와 팔찌, 어깨에서 팔에 걸쳐 내려뜨려진 옷자락 등 전체적으로 매우 화려한 모습을 하고 있다. 불상 받침은 연꽃 문양인데, 양쪽의 보살 받침은 본존불 받침에서 나온 두 줄기의 연줄기가 올라가서 만들어진 특이한 형태를 하고 있다.

## 참고 자료
- 당진 영탑사 금동비로자나불삼존좌상 - 국가유산청 국가유산포털